# Deomali
Deomali (en hindi:  ) es una localidad de la India en el distrito de Tirap, estado de Arunachal Pradesh.

## Geografía
Se encuentra a una altitud de 161 m s. n. m. a 232 km de la capital estatal, Itanagar, en la zona horaria UTC +5:30.

## Demografía
Según estimación 2010 contaba con una población de 7 290 habitantes.